# Yesterwynde
Yesterwynde es el décimo álbum de estudio de la banda finlandesa de metal sinfónico Nightwish, y fue lanzado el 20 de septiembre de 2024 por Nuclear Blast.
Este es su primer álbum de estudio desde Wishmaster en el que no aparece Marko Hietala tras su salida de la banda en enero de 2021, y el primero en el que aparece Jukka Koskinen como nuevo bajista. También es su primer álbum en el que no participa Pip Williams como arreglista orquestal.

## Antecedentes
En abril de 2021, Holopainen había dicho en una entrevista que ya había comenzado a escribir borradores para el próximo álbum de Nightwish. Dijo en mayo de 2021 que había estado trabajando en material nuevo durante el último mes o dos mientras estaba ocupado con sus proyectos paralelos Auri y Darkwoods My Betrothed reunidos en los que se convirtió en miembro a tiempo completo. Confirmó que la banda reservó un estudio para el próximo álbum, que está previsto para 2023.
Jansen, que estaba en ese momento, trabajando en su álbum debut en solitario Paragon, el 10 de junio de 2022 declaró que el sonido del próximo nuevo álbum se pondrá en una dirección más pesada, pero no perderá el sonido de la banda, mientras que ella también quería mantener el concepto para el álbum en secreto. Holopainen confirmó en una entrevista antes de la actuación de la banda en Knotfest en Turku, Finlandia, el 12 de agosto de 2022, que la banda había escuchado las demos. Holopainen confirmó que el próximo álbum será una continuación de Human. :II: Nature y la tercera y última parte de una trilogía que comenzó a partir de Endless Forms Most Beautiful, además de afirmar que el álbum saldrá a principios de 2024. La banda terminó de grabar sus instrumentos en septiembre de 2023, y los arreglos orquestales terminaron el mes siguiente. Las sesiones de grabación finalizaron a finales de noviembre de 2023. La mezcla y masterización del álbum comenzó en los estudios Finnvox en enero de 2024, y se completó a finales de febrero de 2023.

## Lanzamiento y promoción
El nombre del álbum se anunció el 30 de abril de 2024 junto con una fecha de lanzamiento para el 20 de septiembre de 2024. El primer sencillo del álbum, llamado «Perfume of the Timeless», se publicó el 21 de mayo de 2024. El segundo sencillo, llamado «The Day of... », se publicó el 8 de agosto de 2024. El tercer y último sencillo, «An Ocean of Strange Islands», se publicó el 10 de septiembre de 2024. El vídeo musical de la canción «Lanternlight» se publicó el 20 de septiembre de 2024, el mismo día que el álbum.
No estaba prevista ninguna gira de presentación del álbum, ya que la banda inició un descanso en sus giras tras el lanzamiento del álbum, Hahto había dicho que el reseso duraría «dos o tres años».

## Lista de canciones
Todas las canciones escritas y compuestas por Tuomas Holopainen.. 
| Lista de canciones de Yesterwynde |                                 |          |  |
| N.º                               | Título                          | Duración |  |
| 1.                                | «Yesterwynde»                   | 2:43     |  |
| 2.                                | «An Ocean of Strange Islands»   | 9:26     |  |
| 3.                                | «The Antikythera Mechanism»     | 5:55     |  |
| 4.                                | «The Day of...»                 | 4:34     |  |
| 5.                                | «Perfume of the Timeless»       | 8:11     |  |
| 6.                                | «Sway»                          | 4:23     |  |
| 7.                                | «The Children of 'Ata»          | 5:37     |  |
| 8.                                | «Something Whispered Follow Me» | 6:39     |  |
| 9.                                | «Spider Silk»                   | 6:26     |  |
| 10.                               | «Hiraeth»                       | 6:14     |  |
| 11.                               | «The Weave»                     | 4:53     |  |
| 12.                               | «Lanternlight»                  | 6:06     |  |
| 71:07                             |                                 |          |  |

## Créditos
Créditos para Yesterwynde.
Nightwish
- Tuomas Holopainen – Teclados
- Emppu Vuorinen – guitarras
- Floor Jansen – Voz principal
- Troy Donockley – Uilleann pipes, silbatos bajos, guitarras, bouzouki, bodhran, aerófono, voz masculina
- Kai Hahto – batería, percusión
- Jukka Koskinen – bajo

Personal adicional
- Tuomas Holopainen – producción, mezclador, arreglos de orquesta y coro
- Troy Donockley – ingeniero
- Tero Kinnunen – producción, ingeniero, mezclador
- Mikko Karmila – ingeniero, mezclador
- Jonathan Allen – ingeniero
- Neil Dawes – ingenieroassistant
- John Barrett – ingeniero(additional)
- Risto Hemmi – mezclador (ATMOS version)
- Mika Jussila – masterización
- Niklas Jussila – masterización(ATMOS version)
- Pete Voutilainen – arte de tapa, fotografía
- Mikko Pankasalo – layout
- James Shearman –  Conductor, arrenglos de orquesta y coros.

The Sepian Voices
- Tom Pearce – choirmaster
- Sarah Eyden, Grace Davidson, Joanna Forbes, Sarah Ryan, Katy Treharne, Caroline Clarke, Sejal Keshwala, Jacqueline Barron, Soophia Roroughi, Kirsty Hoiles, Mary Carewe, Claire Henry, Alice Fearn, Louise Marshall, Liz Swain, Helen Brookes, Sumudu Jayatilaka, Jo Marshall, Tom Pearce, Gerry O'Beirne, Philip Brown, Robin Bailey, Richard Henders, Michael Robinson, Sebastian Charlesworth, Michare Dore, Ben Goddard, Lawrence White, Scott Davies, David Porter Thomas, Andrew Playfoot, Lawrence Wallington, James Mawson, Cameron Jones

The Children of 'Ata Choir
- Hanalee Valke, Isabella Moore, Philip Rhodes, Benson Wilson, Kieran Rayner

Children's Choir
- Malakai Bayoh, William Borthwick, Daniel Catalogna, Christy Cole, Charles Deconinck, Chet Gibson, Edward Grant, Lukas Haggo, Thomas King, Victor Livert, Kieran Lund-Deely, Filippo Pignatelli, Adrian Pueyo-Blasco, Henry Scully, Benedict Sefton, Alfie Sterne, Giulio Tittoto, Davide Wernig, Toby Yates

Sepian Orchestra
| - Paul Edmund-Davies – flauta - Anna Noakes – flute, piccolo - John Anderson – oboe, trombón - Barnaby Robson – clarinete - David Fuest – clarinete - Gavin McNaughton – bajo, contrabajo - Richard Watkins – trompa francesa - Nigel Black – trompa francesa - Martin Owen – trompa francesa - Michael Thompson – trompa francesa - John Thurgood – trompa francesa - Corinne Bailey – trompa francesa - Phil Woods – trampa francesa - Mike Lovatt – trompeta - Jason Evans – trompeta - Andy Wood – trombón - Richard Edwards – trombón - Ed Tarrant – trombón - Barry Clements – trombón - Adrian Miotti – tuba, cimbasso - Bill Lockhart – timpani, percussion - Paul Clarvis – percusión - Frank Ricotti – percusión - Chris Baron – percusión - Skaila Kanga – harpa - Warren Zielinski – violin - Jackie Shave – violin - Patrick Kiernan – violin | - Steve Morris – violin - Magnus Johnston – violin - Oscar Perks – violin - Ralph De Souza – violin - John Mills – violin - Jonathan Evans-Jones – violin - Marije Johnston – violin - Paul Willey – violin - Raja Halder – violin - Elizabeth Cooney – violin - Kathy Gowers – violin - Peter Hanson – violin - Dorina Markoff – violin - Julian Leaper – violin - Lorraine McAslan – violin - Fenella Barton – violin - Oli Langford – violin - Sarah Sexton – violin - Thomas Kemp – violin - Debbie Preece – violin - Bea Lovejoy – violin - Ben Buckton – violin - Emil Chakalov – violin - Clare Thompson – violin - Thomas Gould – violin - Laura Melhuish – violin - Bruce White – viola - Peter Lale – viola | - Daisy Spiers – viola - Kate Musker – viola - Reiad Chibah – viola - Chris Pitsillides – viola - Lydia Lowndes-Northcott – viola - Fiona Bonds – viola - Martin Humbey – viola - Richard Cookson – viola - Rebecca Carrington – viola - Emma Sheppard – viola - Ian Burdge – violonchelo - Caroline Dearnley – violonchelo - Tony Woollard – violonchelo - Sophie Harris – violonchelo - David Daniels – violonchelo - Jonathan Williams – violonchelo - Jonny Byers – violonchelo - Joely Koos – violonchelo - Rachael Lander – violonchelo - Adrian Bradbury – violonchelo - Frank Schaefer – violonchelo - Chris Laurence – contrabajo - Stacey Watton – contrabajo - Laurence Ungless – contrabajo - Steve Rossell – contrabajo - Beth Symmons – contrabajo - Richard Pryce – contrabajo |

## Posicionamiento en Lista
| Gráfica (2024)                        | Pico de posición |
| ------------------------------------- | ---------------- |
| Alemania (Offizielle Top 100)         | 2                |
| Austria (Ö3 Austria)                  | 2                |
| España (Promusicae)                   | 36               |
| Bélgica (Ultratop Flandes)            | 12               |
| Bélgica (Ultratop Valonia)            | 17               |
| Escocia (Scottish Albums Chart)       | 6                |
| Finlandia (Suomen virallinen lista)   | 1                |
| Francia Albums (SNEP)                 | 15               |
| Italia Albums (FIMI)                  | 47               |
| Hungarian Physical Albums (MAHASZ)    | 22               |
| Japón (Oricon)                        | 50               |
| Japanese Hot Albums (Billboard Japan) | 59               |
| Polonia (ZPAV)                        | 10               |
| Portugal (AFP)                        | 15               |
| República Checa (ČNS IFPI)            | 78               |
| Suecia (Sverigetopplistan)            | 6                |
| Suiza (Schweizer Hitparade)           | 2                |
| Países Bajos (Album Top 100)          | 4                |
| Reino Unido (UK Albums Chart)         | 20               |
| Reino Unido (UK Independent Albums)   | 3                |
| Reino Unido (UK Rock & Metal Albums)  | 1                |